# Kiang
|  | Per a altres significats, vegeu «Kiang (Senegal)». |

El kiang (Equus kiang) és un mamífer gran de la família dels èquids. És originari de l'altiplà del Tibet, on viu en prats de muntanya i alpins a entre 4.000 i 7.000 metres d'altitud. Es tracta de l'ase salvatge més gros de tots, amb una mida mitjana de 140 cm a la creu.
Sol tenir una ratlla al mig de l'espatlla, més fosca que qualsevol altre color del pelatge.